# Zamek w Kościanie
Zamek w Kościanie – nieistniejący zamek w Kościanie w Wielkopolsce.
Po raz pierwszy położona nad rzeką Obrą warownia w Kościanie została wzmiankowana w 1305 roku, ale przypuszczalnie miała ona jeszcze formę drewnianego grodu. Zamek pod datą 1332 wzmiankował kronikarz Jan Długosz przy opisie zdobycia szturmem przez Kazimierz Wielkiego (jako królewicza) zamku w Kościanie, który był obsadzony przez oddziały głogowskich książąt Henryka Wiernego i Jana Ścinawskiego. Kolejny raz zamek wymieniono w 1387 roku. Nie jest znany fundator murowanego zamku, ale być może polecił go zbudować król Władysław Jagiełło, który wielokrotnie odwiedzał Kościan. Najważniejszym znanym wydarzeniem w dziejach zamku był zjazd wiosną 1414 roku, w którym wzięli udział król Władysław Jagiełło, książę oleśnicki i biskup wrocławski Konrad IV Starszy i książę żagański Wacław. W 1425 roku na zamku przebywał król Jagiełło z żoną królową Zofią Holszańską. W 1433 roku Jagiełło spotkał się w Kościanie z posłami soboru w Bazylei. W dniu 23 kwietnia 1443 roku mieszczanie kościańscy zabili w kościele burgrabiego i zajęli zamek. Około 1506 roku król Jan Olbracht polecił przeznaczyć środki na utrzymanie zamku i jego załogi. Podczas lustracji w 1564 roku odnotowano, że zamek jest zaniedbany. W latach 1628-1632 sporządzono szczegółowe opisy zamku. W 1656 roku podczas Potopu zamek został spalony przez wycofujące się wojska szwedzkie. W 1664 roku w lustracji starostwa opisano, że zamek jest zburzony i pozostały tylko mury spalone przez Szwedów. Przypuszczalnie warownia nie została już odbudowana, a jej ruiny rozebrano. 
Ukształtowanie zamku znamy z planu z 1794. Zamek miał plan czworoboku o boku około 50 metrów z bramą wjazdową od strony miasta (od zachodu), który został zbudowany lub tylko przekształcony w 1565 przez starostę Wojciecha Czarnkowskiego. Główny dom mieszkalny z salą sądową na piętrze mieścił się od strony południowej dziedzińca. Od strony północno-wschodniej znajdował się dom podstarościego. 
Zamek nie zachował się do czasów współczesnych i obecnie na jego miejscu znajduje się parking przy budynku szpitala z początku XX wieku.
W 2020 roku w miejscu zamku prowadzono badania archeologiczne.